# Francesco Del Tuppo
Francesco Del Tuppo (Naples, vers 1443 circa – Naples, après 1498) est un jurisconsulte napolitain.

## Biographie
Né vers l’année 1443, Francesco Del Tuppo étudia le droit et fut reçu docteur à l’Université de Naples. Il occupait une place à la chancellerie du roi lorsque Sixtus Riessinger alla, en 1471, fonder dans cette ville le premier établissement typographique. Le jeune avocat entra en relation avec cet imprimeur, dont il devint bientôt l’ami et l’associé. Ayant à sa disposition un grand nombre d’ouvrages inédits, il ne songea plus qu’à les publier. Ces manuscrits étaient tels qu’un homme de loi devait en avoir : des commentaires sur le code, des gloses sur le droit coutumier. Tuppo y attachait un grand prix comme avocat, et il ne les dédaignait pas comme éditeur.
Après le départ de Riessinger, en 1479, Tuppo resta seul à la tête de l’imprimerie, qui ne produisit plus rien de marquant, si ce n’est une traduction d’Ésope, exécutée par le même Tuppo et publiée en 1485, quelques années après celle d'Accio Zucco publiée en 1479. Le traducteur napolitain enrichit son recueil d’allégories, d’analogies et d’exemples, tirés de l’histoire contemporaine. Il y joignit aussi la vie du fabuliste, traduite de celle de Planude et non pas écrite par lui-même, comme l’a supposé Lorenzo Giustiniani. On ne saurait indiquer avec précision la date de la mort de Tuppo : il a dû cesser de vivre vers la fin du XVe siècle. C’est aussi une erreur de Giustiniani de croire que cet écrivain ait eu beaucoup de part à la publication des œuvres de Bartole, Lyon, 1518, 10 vol. in-fol. Tuppo ne surveilla que l’édition des commentaires de ce jurisconsulte sur le Code de Justinien, Naples, 1471, 2 part, in-fol.

## Œuvres
- Favole di Esopo, Naples, 1485 ; Aquila, 1493, in-fol. ; Venise, 1492 et 1495, in-4° ; ibid., 1553, in-8°. Les quatre premières éditions sont très rares. Ce volume contient soixante-six fables, traduites en prose italienne, précédés de la vie d’Ésope en latin et en italien, le tout orné de quatre-vingt-sept gravures en bois. Filippo Argelati (Biblioteca de’ volgarizzatori, t. 5, p. 483) a rapporté, d’après la Biblioth. Colbertine, une édition de Naples de 1482, qui n’a jamais existé.